# Tajanstveni suparnik
Tajanstveni suparnik (izdan 1922.) je drugi roman Agathe Christie. U romanu predstavlja Tommya i Tuppencea. 

## Radnja
Godine 1919. mladi par Tommy Beresford i Tuppence Cowley počinju partnerstvo koje se naziva "mladi pustolovi". No, njihov prvi slučaj je veća avantura nego što su mislili - naišli su na dokumente koji bi mogli dovesti do komunističke revolucije u Britaniji ako javnost sazna za njih.